# Bound for Glory (2012)
Bound for Glory fue la octava edición de Bound for Glory, un evento pago por visión de lucha libre profesional producido por la Total Nonstop Action Wrestling. Tuvo lugar el 14 de octubre de 2012 en el Grand Canyon University Arena en Phoenix, Arizona.

## Producción
El octavo evento de la serie de Bound for Glory fue anunciado el 10 de junio de 2012 en el PPV de Slammiversary anunciando el hombre que induciria a Sting al Salón de la Fama de la TNA a finales de junio, La presidenta de la TNA Dixie Carter declaró a través de Twitter que Bound for Glory tendría lugar en una ciudad que aún no había visitado la empresa y se reveló durante la transmisión de la edición del 5 de julio de Impact Wrestling. Durante el show, un anuncio de vídeo oficial confirmó que el eventose llevaría a cabo en el Grand Canyon University Arena en Phoenix, Arizona, el 14 de octubre de 2012. Antes de que los boletos salieron a la venta el 27 de julio de 2012, Rob Van Dam promovió el evento y firmaron autógrafos durante una sesión de preventa en la Arena Box Office GCU el día anterior.

## Resultados
- Rob Van Dam derrotó a Zema Ion ganando el Campeonato de la División X de la TNA. (8:04)
  - RVD cubrió a Ion después de un "Five-Star Frog Splash".
- Samoa Joe derrotó a Magnus reteniendo el Campeonato de la Televisión de la TNA. (9:02)
  - Joe forzó a Magnus a rendirse con un "Coquina Clutch".
- James Storm derrotó a Bobby Roode en un Street Fight (con King Mo como enforcer especial invitado) (17:34)
  - Storm cubrió a Roode después de una "Last Call".
- Joey Ryan derrotó a Al Snow. (8:26)
  - Ryan cubrió a Snow después de un "Carbon Footprint" de Matt Morgan.
  - Como consecuencia, Ryan ganó un contrato con la TNA.
  - Durante la lucha, Matt Morgan hizo su regreso atacando a Snow, volviéndose heel.
  - Si Snow ganaba, Ryan dejaría TNA para siempre.
- Chavo Guerrero & Hernández derrotaron a The World Tag Team Champions of the World (c) (Christopher Daniels & Kazarian) y a A.J. Styles & Kurt Angle ganando el Campeonato Mundial en Parejas de la TNA (15:25)
  - Hernandez cubrió a Daniels después de un "Border Toss" y un "Frog Splash" de Guerrero.
- Tara derrotó a Miss Tessmacher ganando el Campeonato de Knockouts de la TNA. (6:20)
  - Tara cubrió a Tessmacher después de un "Widow's Peak".
- Aces & Eights (D.O.C. & Mike Knox) derrotaron a Sting & Bully Ray en un No Disqualification Match.
  - Uno de los miembros de Aces & Eights cubrió a Ray después de una "Chokeslam" sobre una mesa.
  - Como consecuencia, Aces & Eights ganaron acceso a la TNA.
  - Durante el combate, dos miembros de Aces & Eights interfirieron a favor de su equipo y Joseph Park a favor de Sting & Ray.
  - Después de la lucha, Hulk Hogan atacó a uno de los miembros enmascarados, que resultó ser Devon.
  - Si Aces & Eights perdían, dejarían TNA para siempre.
- Jeff Hardy derrotó a Austin Aries ganando el Campeonato Mundial Peso Pesado de la TNA.
  - Hardy cubrió a Aries después de un "Twist of Fate" y un "Swanton Bomb".